# Кон, Нафтали Герц
Нафтали Герц Кон (настоящее имя Якуб Давидович Шерф) (1910, Сторожинец, Черновицкая область, Буковина — 1971, Израиль) — еврейский писатель, поэт и журналист.

## Биография
Родился в Сторожинце (теперь райцентр Черновицкой области). Родители мальчика недолго прожили вместе, семья распалась, и маленький Нафтоле, который учился в хедере, остался с отцом Давидом-зэйгермахером (часовщиком), унаследовав его фамилию — Кон, а младшему брату Яакову досталась фамилия матери — Серф. Маму звали Рохл, в Строжинце она содержала небольшую гостиницу. Именно тогда, обучаясь в хедере, Нафтоле и начал писать стихи.
Проживал в Черновцах (тогда: Австро-Венгерская империя, теперь Украина), куда переехал вместе с отцом. В городе была бурная писательская жизнь, куда юный поэт сразу же влился. Достаточно назвать лишь некоторые имена еврейских писателей, работавших в то время в Черновцах: Элиэзер Штейнбарг, Ицик Мангер, Мойше Альтман, Янкев Штернберг, Меир Харац, Шлоймэ Бикл… В газете «Черновицер блэтер» («Черновицкие листки») в 1929 году дебютировал молодой поэт Нафтоле-Герц Кон. Писал на идише. В том же году ему, юноше призывного возраста, предстояла воинская служба в королевской армии Румынии, что напрочь расходилось с его убеждениями симпатизировавшего коммунистам и занимавшегося подпольной деятельностью. Боясь преследований, вскоре он покинул Румынию, приехал к дяде в Вену, где прожил недолгое время. Здесь ему удалось сменить фамилию и имя и с новыми документами, став Яаковом Серфом, уехать в Польшу. Конечно, в полной мере это можно было назвать бегством, но в данной ситуации Нафтоле-Герц не видел другого выхода. Находясь уже в Польше, он под другой фамилией (матери и брата) — Серф, которая переводится с иврита как «сожжённый, спалённый», он продолжал писать в варшавские издания под настоящей фамилией — Кон, как бы превратив её в псевдоним.
Нелегально проживающего в Варшаве поэта приютил известный еврейский писатель, переводчик на идиш и к тому же газетный фотограф Алтер Кацизнэ. Следует заметить, что варшавская литературная среда, в которую он попал, благоволила к талантливому поэту. Нафтоле-Герц публиковал стихи и публицистику в бундовской печати, а также в журналах — престижном «Литерарише блэтер» («Литературные листки») и «Литерарише трибунэ» — органе «революционных писателей и журналистов». Здесь же он познакомился с красивой и умной девушкой Лизой и женился на ней. Молодому поэту и бунтарю недолго пришлось гулять на свободе, наслаждаясь творческими удачами и семейной жизнью. В течение 1931 и 1932 гг. его дважды арестовывали, грозили высылкой обратно, в Румынию, где о нём ходила уже дурная молва как об уклонившегося от призыва в армию. Именно к этому периоду относится его стихотворение «Их бин а каторжник» («Я — каторжник»), в котором поэт пишет о своём горестном положении в страшном узилище — варшавской тюрьме Павяк.
В судьбу Кона, пытаясь ему помочь, вмешались еврейский поэт и эссеист Мейлах Равич и лидер Бунда Генрих (Герш-Вольф) Эрлих, который спустя десять лет, находясь в куйбышевской тюрьме как «германский шпион», покончил с собой. В 1932 году Нафтоле-Герц был передан Советскому Союзу в рамках обмена заключёнными по линии МОПР (Международной организации помощи борцам революции), созданной в 1922 году решением 4-го конгресса Коминтерна. Эта организация, действовавшая до Второй мировой войны, оказывала юридическую, моральную и материальную помощь политзаключённым и их семьям, причём, без различия их партийной принадлежности. Таким образом, Кона обменяли на польского «шпиона», отбывавшего срок в СССР. В Варшаве, в 32-м, успел выйти 60-страничный сборник стихов и поэм Кона «Трот нох трот» («Шаг за шагом»), который тут же был конфискован польской полицией за антигосударственную направленность. Поэт, уже к тому времени обременённый семьёй, нашёл пристанище в Харькове, тогдашней столице Советской Украины. В Москве и Харькове охотно публикуют его стихи и эссе, принимают в Союз писателей, а в 1935 году в минском «Белгосиздате» вышла его фактически первая книжка — расширенный, на 122 страницах, вариант той, чей тираж был конфискован в Польше. В качестве одного из авторов Кон участвует в альманахе советских еврейских писателей, выпущенном к Всесоюзному съезду писателей (Харьков-Киев, 1934).
Накануне Первого съезда советских писателей в 1934 году состоялось Всесоюзное совещание еврейских литераторов. Немногим раньше Кону вручили членский билет Союза советских писателей, что давало ему право участвовать в этом совещании. Сохранилась давняя фотография, на которой изображены многочисленные участники совещания. Во втором ряду, рядом с двумя Шмуэлами — маститыми поэтами Галкиным и Росиным, сидит с отрешённым взглядом Нафтоле-Герц Кон — чужой на этом празднике, хоть и обласканный властью и собратьями по перу.
В 1937 году его как польского «шпиона» сажают в тюрьму. Кон в полной мере убеждается в сталинском постулате, что репрессии в Стране Советов, которую он стал считать своей Родиной, — это вынужденные меры воздействия государства на своих граждан, включая различные виды наказаний и правоограничений. Он был направлен в исправительно-трудовой лагерь, в котором находился до 1941 года. Якобы вместо того самого арестанта из Польши, на которого Кона когда-то обменяли. Всё это бы походило на приключенческий роман, но на самом деле, как известно из советской истории, всё происходило гораздо страшней, и полных сведений за этот период о Нафтоле-Герце Коне нет ни в одном справочнике. Советская цензура почти начисто стёрла имя поэта из памяти читателей.
По этой веской причине перешагнём в год 41-й, когда после четырёх лет заключения Кон ненадолго вернулся в Харьков и с началом войны судьба забросила его в эвакуацию в далёкий Казахстан. Когда Советская армия 29 марта 1944 года освободила от немецко-фашистских оккупантов родную Буковину, поэт вернулся в Черновицы, где собирал материалы для будущих работ, выявляя факты безобразного отношения местных властей к евреям, пережившим оккупацию.
В годы войны, как известно, под эгидой созданного Еврейского антифашистского комитета (ЕАК), стала выходить газета «Эйникайт» (сначала в Куйбышеве, затем в Москве), с которой Кон стал активно сотрудничать, описывая горькое положение буковинских и бессарабских евреев. В одном из ноябрьских номеров в 1946 году в «Эйникайт» появилась его статья о родном местечке Сторожинец, в котором до войны большинство населения составляли евреи. Он писал о неустроенности тех, кто выжил в Катастрофе, о невнимании к ним властей. Кон собирал также материалы для книги о Черновицком гетто, которую так и не удалось издать.
Материалы, собранные Коном на Буковине, обличающие бездействие властей в обустройстве евреев, превратились в отчёт, который он посчитал своим долгом направить в ЕАК. В 1948-49 гг. в связи с начавшимся расследованием по делу ЕАК в Москве была арестована группа еврейских литераторов, составивших костяк обвиняемых по этому делу. Почти одновременно начались аресты и других писателей, пишущих на идише, — в Биробиджане, Киеве, Молдавии. Их брали по группам — в каждом регионе или городе чекисты стряпали отдельное «дело». На Буковине же были взяты и осуждены на месте без приобщения к групповому процессу черновицкие писатели Йосл Лернер, Меир Харац, Нафтоле-Герц Кон. В отношении Кона в 1949 году были присоединены к следственному делу в качестве вещественного доказательства его материалы, названные «отчётом о националистической антисоветской деятельности». В этом деле Кон уже числится «бывшим еврейским писателем», из чего явствует, что к тому времени он уже был исключён из творческого союза за «гнусную клевету на советские и партийные органы Черновицкой области…» В следственных документах в отношении арестованного имеются такие строчки, написанные руководством области: «Писанина Кона, претендующая на якобы объективную информацию о положении еврейского населения в Черновицах после изгнания румыно-немецких оккупантов, направлено на защиту провокационной пропаганды местного раввината и антисоветски настроенных элементов из числа еврейского населения…».
Этого с лихвой хватило для того, чтобы летом 1950-го Кона приговорили к 25 годам лагерей. Строки его стихотворения «Их бин а каторжник» («Я — каторжник»), написанные ещё в первую отсидку, варшавскую, и направленные против польского диктатора Юзефа Пилсудского, как нельзя лучше характеризовали гулаговскую систему, выстроенную в СССР. Возненавидев Сталина, Кон, тем не менее, продолжал любить Россию, считая по-прежнему её своей Родиной и упрямо признаваясь ей в любви, восклицал в стихах: «О, Россия! О, Октябрь!/Меня твой свет всегда манил к себе/ Словно бабочка, я летел на твой огонь…».
Из северо-казахстанских лагерей Нафтоле-Герц Кон освободился лишь через три года после смерти Сталина, в августе 56-го. Измученный, с истерзанной душой, больной, он возвратился в Черновицы, к семье — жене и дочерям, пролежав полгода в местной больнице. а потом в течение двух лет — в московских лечебницах. Конечно, как и многих других гулаговских зэков, его реабилитировали, но, переживший столько лишений, он окончательно утратил веру в страну, которую считал когда-то «светочем социализма». Он продолжал писать стихи, публикуя их в варшавских изданиях — журнале «Идише шрифтн» и газете «Фолкс-штимэ» («Голос народа»). Когда в СССР было разрешено возвращение бывших польских граждан на родину, Кон вместе с женой и дочерьми выехал в Польшу.
Казалось бы, что в этом месте можно поставить точку. Жизнь вроде стала налаживаться — он продолжил литературную работу, читал лекции в качестве журналиста «Фолкс-штимэ», его даже выпустили в братские страны «народной демократии» — Чехословакию, Венгрию, Румынию — описывать тамошнюю еврейскую жизнь. Секретная служба, разумеется, не дремала и следила за каждым шагом подозрительного товарища, имевшего тайные встречи с израильскими дипломатами, которые оказывали содействие польским гражданам, прибывшим из Советского Союза, в выезде в Израиль. Впрочем, будучи в соцстранах, Кон и там встречался с израильтянами, которым передавал информацию о будущих репатриантах. Дошёл до спецслужб и его материал, написанный на идише для «Фолкс-штимэ», в котором открыто говорилось о гонениях и преследовании евреев в Румынии. И хотя польская цензура эти абзацы из статьи вырезала, его обвинили в шпионаже в пользу Израиля, поставив также в вину тот факт, что он отсылал подобные статьи в еврейскую прессу Запада.
В декабре 1960 года Кона арестовали, а через несколько месяцев, благодаря резонансным публикациям в нью-йоркской «Форвертс» и других западных газетах, польские послы в США, Канаде и Франции стали получать протесты, повлиявшие на дальнейшую судьбу Кона. В 62-м его освободили, но особой радости жизнь на воле ему не принесла, поскольку на поэта смотрели, как на подозрительную личность. Незадолго до последнего ареста ему удалось увидеть в издательстве «Идиш бух» корректуру своей новой книжки стихов, о выпуске которой не могло уже быть и речи. Прежней работы в «Фолкс-штимэ» Кон лишился, а другой, подходящей, не предвиделось, к тому же польского языка он толком не знал. Здоровье у него стало совсем никудышным; ещё находясь в заключении, он часто пребывал в тюремном лазарете.
В 1965 году власти разрешили ему покинуть Польшу и уехать в Израиль. Туда он привёз кучу планов, среди которых — трагическая история Еврейского Антифашистского комитета, очерки о поездке в Румынию и даже сборник еврейских песен. Из всего задуманного у него хватило лишь сил выпустить в 1966 году в Тель-Авиве сборник стихов и поэм «Фаршрибн ин зикорн» («Записано в памяти»). Через пять лет, в 1971-м, Нафтоле-Герца Кона не стало…
В конце прошлого года дочери Кона, Вита и Инна, приехали в Польшу, пытаясь вернуть хранящиеся в госархиве рукописи отца, а также ознакомиться с документами инкриминируемых ему дел. В Институте национальной памяти дочерям официально разъяснили, что их отец был всего лишь жертвой тоталитарной системы, и ради того, чтобы не создавать прецедент, в возвращении рукописей отца им было отказано.